# Artzenheim
Artzenheim [aʁtsənaim]  est une commune française située dans la circonscription administrative du Haut-Rhin et, depuis le 1er janvier 2021, dans le territoire de la Collectivité européenne d'Alsace, en région Grand Est.
Cette commune se trouve dans la région historique et culturelle d'Alsace.

## Géographie

### Localisation
Artzenheim, commune rurale de la plaine du Rhin, est située à la limite nord-est du département du Haut-Rhin, au bord du Rhin, à 17 km de Colmar et à 182 m d'altitude par rapport au niveau de la mer. Le village fait partie du canton d'Ensisheim et de l'arrondissement de Colmar-Ribeauvillé. Les habitants sont appelés les Artzenheimois. Le village est essentiellement agricole, il prospère au milieu des terres noires et grasses du Ried alsacien (Ried signifie pâturage).
|              | Marckolsheim (Bas-Rhin) | Sasbach am Kaiserstuhl (Allemagne)   |
| Jebsheim     | Artzenheim              | Le Rhin                              |
| Durrenentzen | Baltzenheim             | Vogtsburg im Kaiserstuhl (Allemagne) |

### Hydrographie

#### Réseau hydrographique
La commune est dans le bassin versant du Rhin au sein du bassin Rhin-Meuse. Elle est drainée par le canal du Rhône au Rhin, le Grand canal d'Alsace, le Rhin, le Muhlbach de Schoenau, le ruisseau l'Ischert et le canal de Colmar,.
Le canal du Rhône au Rhin est un canal français qui relie la Saône, affluent navigable du Rhône, au Rhin, par la vallée du Doubs et son prolongement en Haute Alsace jusqu'à Niffer sur le Rhin, un autre prolongement rejoignant Strasbourg par la canalisation de l'Ill. La commune est sur la section qui relie Valdieu-Lutran à Saint-Symphorien-sur-Saône.
Le Grand canal d'Alsace, d'une longueur de 93 km, prend sa source dans la commune de Schœnau et se jette  dans le Rhin à Erstein, après avoir traversé 31 communes.
Le Rhin, long de 1 233 km est le plus long fleuve se déversant dans la mer du Nord et de l'une des voies navigables les plus fréquentées du monde. Il traverse la Suisse, l'Autriche, l'Allemagne et les Pays-Bas et marque la frontière entre l'Allemagne et la France.
Le Muhlbach de Schoenau, d'une longueur de 31 km, prend sa source dans la commune de Biesheim et se jette  dans la canal d'alimentation du Bassin de Plobsheim à Sundhouse, après avoir traversé dix communes.
L'Ischert, d'une longueur de 26 km, prend sa source dans la commune  et se jette  dans la canal d'alimentation du Bassin de Plobsheim à Diebolsheim, après avoir traversé onze communes.
Le canal de Colmar, d'une longueur de 14 km, est un canal, chenal non navigable qui relie la commune de Kunheim la commune, où il se jette dans le canal du Rhône au Rhin.

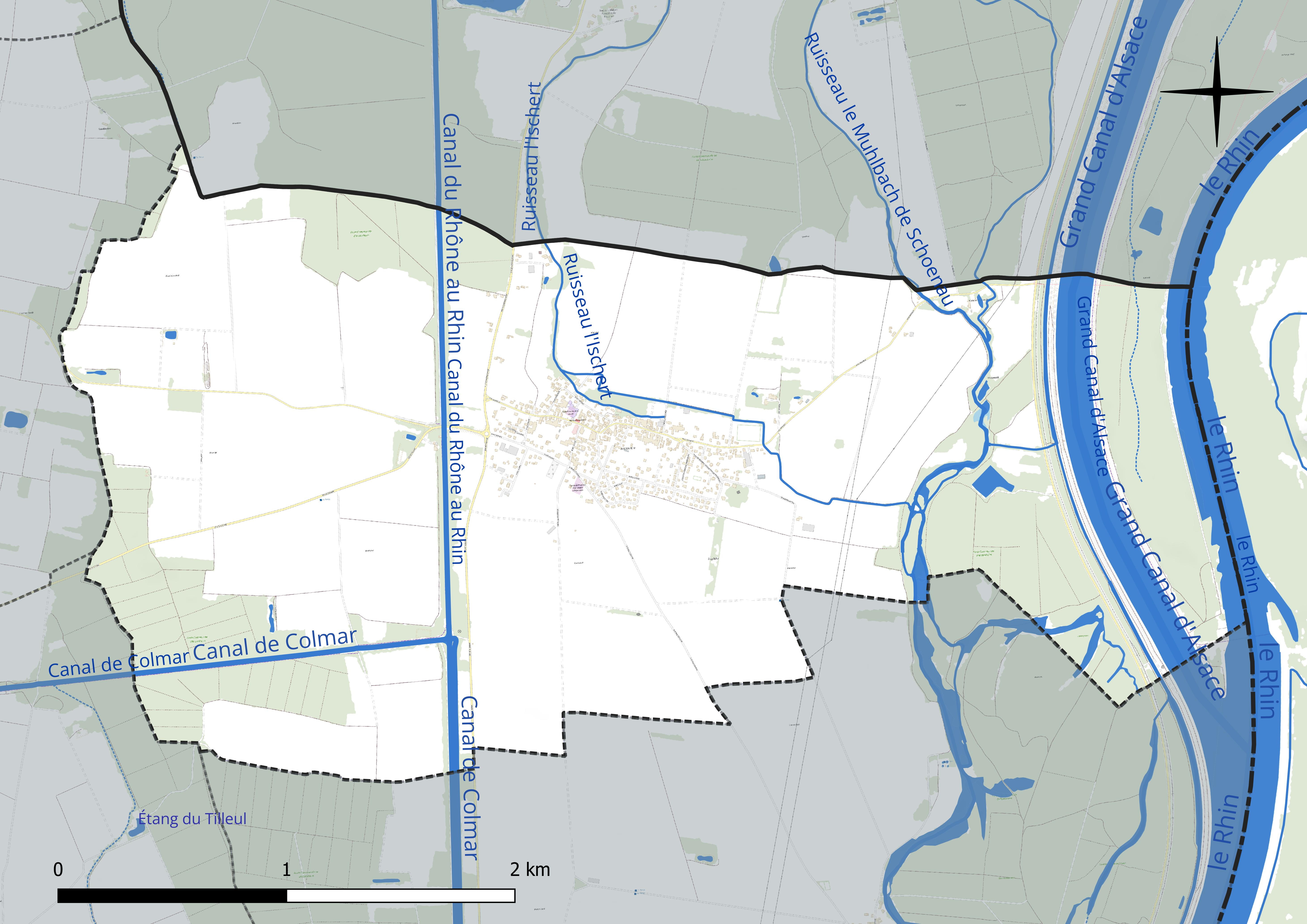
Réseau hydrographique d'Artzenheim.

#### Gestion et qualité des eaux
Le territoire communal est couvert par le schéma d'aménagement et de gestion des eaux (SAGE) « Ill Nappe Rhin ». Ce document de planification concerne la nappe phréatique rhénane, les cours d'eau de la plaine d'Alsace et du piémont oriental du Sundgau, les canaux situés entre l'Ill et le Rhin et les zones humides de la plaine d'Alsace. Le périmètre s’étend sur 3 596 km2. Il a été approuvé le 17 janvier 2005. La structure porteuse de l'élaboration et de la mise en œuvre est la région Grand Est.
La qualité des cours d’eau peut être consultée sur un site dédié géré par les agences de l’eau et l’Agence française pour la biodiversité.

### Climat
Pour des articles plus généraux, voir Climat du Grand Est et Climat du Haut-Rhin.
En 2010, le climat de la commune est de type climat océanique altéré, selon une étude du Centre national de la recherche scientifique s'appuyant sur une série de données couvrant la période 1971-2000. En 2020, Météo-France publie une typologie des climats de la France métropolitaine dans laquelle la commune est exposée à un climat semi-continental et est dans la région climatique Alsace, caractérisée par une pluviométrie faible, particulièrement en automne et en hiver, un été chaud et bien ensoleillé, une humidité de l’air basse au printemps et en été, des vents faibles et des brouillards fréquents en automne (25 à 30 jours).
Pour la période 1971-2000, la température annuelle moyenne est de 10,6 °C, avec une amplitude thermique annuelle de 17,8 °C. Le cumul annuel moyen de précipitations est de 614 mm, avec 7,7 jours de précipitations en janvier et 9,4 jours en juillet. Pour la période 1991-2020, la température moyenne annuelle observée sur la station météorologique de Météo-France la plus proche, « Colmar-Inra », sur la commune de Colmar à 14 km à vol d'oiseau, est de 11,3 °C et le cumul annuel moyen de précipitations est de 558,0 mm. 
La température maximale relevée sur cette station est de 39,6 °C, atteinte le 13 août 2003 ; la température minimale est de −22,5 °C, atteinte le 22 février 1986,,.
Les paramètres climatiques de la commune ont été estimés pour le milieu du siècle (2041-2070) selon différents scénarios d'émission de gaz à effet de serre à partir des nouvelles projections climatiques de référence DRIAS-2020. Ils sont consultables sur un site dédié publié par Météo-France en novembre 2022.

## Urbanisme

### Typologie
Au 1er janvier 2024, Artzenheim est catégorisée commune rurale à habitat dispersé, selon la nouvelle grille communale de densité à sept niveaux définie par l'Insee en 2022.
Elle est située hors unité urbaine. Par ailleurs la commune fait partie de l'aire d'attraction de Colmar, dont elle est une commune de la couronne,. Cette aire, qui regroupe 95 communes, est catégorisée dans les aires de 50 000 à moins de 200 000 habitants,.

### Occupation des sols
L'occupation des sols de la commune, telle qu'elle ressort de la base de données européenne d’occupation biophysique des sols Corine Land Cover (CLC), est marquée par l'importance des territoires agricoles (66,1 % en 2018), une proportion sensiblement équivalente à celle de 1990 (66,4 %). La répartition détaillée en 2018 est la suivante : terres arables (66,1 %), forêts (18,5 %), zones urbanisées (6,9 %), eaux continentales (6 %), zones humides intérieures (2,5 %). L'évolution de l’occupation des sols de la commune et de ses infrastructures peut être observée sur les différentes représentations cartographiques du territoire : la carte de Cassini (XVIIIe siècle), la carte d'état-major (1820-1866) et les cartes ou photos aériennes de l'IGN pour la période actuelle (1950 à aujourd'hui).

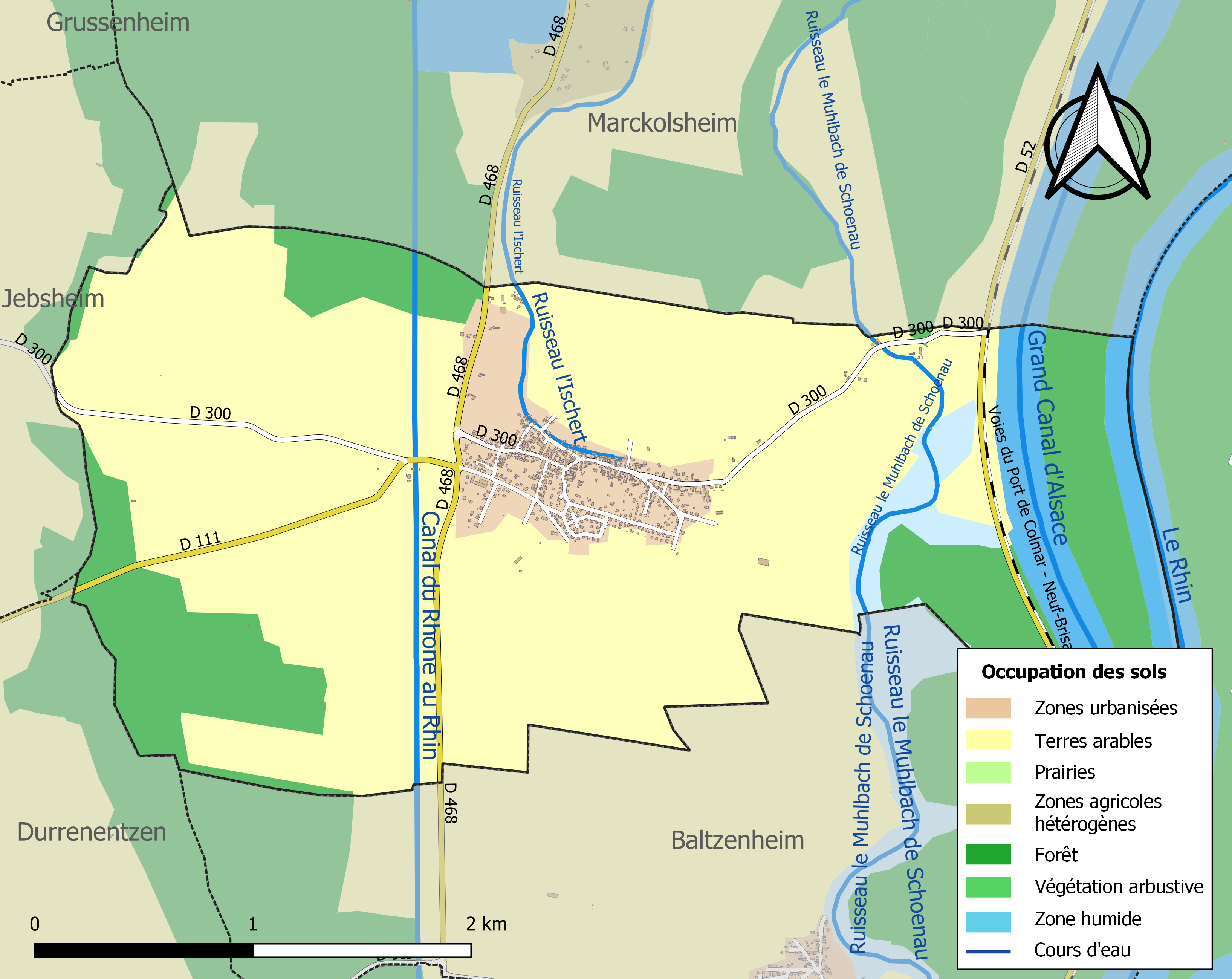
Carte des infrastructures et de l'occupation des sols de la commune en 2018 (CLC).

## Toponymie
La commune se nomme Àrtzana en alsacien.

## Histoire
Le village, très ancien, est fondé lors de la grande donation du duc Etichon en faveur de l'abbaye d'Ebersmunster, en 670, consignée au XIIe siècle dans la chronique de l'abbaye. Elle est confirmée par un faux de l'empereur Louis le Pieux en 824. Des premières fouilles entreprises en 1937 ont révélé que le site a été occupé entre le VIIe et le VIIIe siècle par les Mérovingiens et plus tard par des Carolingiens. Plusieurs tombes ont été découvertes ainsi que divers bris de vases au pied des tombes puis confirmé en novembre 2010 lors de nouvelles fouilles lors de la construction d'une nouvelle route. L'abbaye d'Ebersmunster possédait une grande exploitation agricole et une cour domaniale. D'autres couvents avaient également des possessions dans la localité dont celui de Luxeuil (aujourd'hui dans la Haute-Saône) avant 814, puis celui du Mont Sainte Odile à partir de 1050, et Ottmarsheim vers 1064 de même que de l'abbaye de Pairis à Orbey, le Grand Chapitre de la cathédrale de Strasbourg et l'Ordre teutonique de Kaysersberg. Artzenheim  est connu depuis le XIe siècle  d'abord sous le nom d'Arcenheim. Artzenheim appartient d'abord aux comtes de Werd qui occupent la charge de Landgraves de basse Alsace sous l'autorité directe de l'empereur. Ces derniers le cèdent en 1325 aux évêques de Strasbourg. À la suite de l'invasion suédoise en 1632, Artzenheim est pratiquement anéanti. La guerre de Trente Ans s'achève en 1648 avec la signature du Traité de Westphalie qui dépossède les Habsbourg d'une grande partie des terres de l'Alsace, mais Artzenheim reste sous l'emprise de l'évêché de Strasbourg jusqu'à la Révolution. En 1870 une escarmouche entre badois et français a lieu  sur le site .Le village est évacué durant la Seconde Guerre mondiale et en partie détruit. L'après-guerre marque la naissance de grands travaux, comme la construction du canal du Rhône au Rhin, qui attirent de nombreuses industries. Les ouvriers deviennent alors plus nombreux que les agriculteurs.

## Politique et administration

### Découpage territorial
La commune d'Artzenheim est membre de la communauté de communes Pays Rhin-Brisach, un établissement public de coopération intercommunale (EPCI) à fiscalité propre créé le 9 juin 2016 dont le siège est à Volgelsheim. Ce dernier est par ailleurs membre d'autres groupements intercommunaux.
Sur le plan administratif, elle est rattachée à l'arrondissement de Colmar-Ribeauvillé, à la circonscription administrative de l'État du Haut-Rhin, en tant que circonscription administrative de l'État, et à la région Grand Est.
Sur le plan électoral, elle dépendait jusqu'en 2020 du  canton d'Ensisheim pour l'élection des conseillers départementaux au sein du conseil départemental du Haut-Rhin. Depuis le 1er janvier 2021, elle dépend du même canton pour l'élection des conseillers d'Alsace au sein de la collectivité européenne d'Alsace.

### Liste des maires
| Période                                  | Période                   | Identité                                      | Étiquette | Qualité     |
| ---------------------------------------- | ------------------------- | --------------------------------------------- | --------- | ----------- |
| 2001                                     | En cours (au 31 mai 2020) | Claude Gebhard Réélu pour le mandat 2020-2026 | DVD       | Agriculteur |
| Les données manquantes sont à compléter. |                           |                                               |           |             |

## Équipements et services publics

### Enseignement
Il existe à Artzenheim une école maternelle et primaire. La directrice en est Mme Staub. Il y a 4 classes : Petite section-Moyenne Section, Grande Section-CP, CE1-CE2 et CM1-CM2. À la fin du CM2, les élèves sont orientés vers le collège J.J.-Waltz à Marckolsheim.

## Population et société

### Démographie
Les habitants sont appelés les Artzenheimois et les habitantes les Artzenheimoises.
L'évolution du nombre d'habitants est connue à travers les recensements de la population effectués dans la commune depuis 1793. Pour les communes de moins de 10 000 habitants, une enquête de recensement portant sur toute la population est réalisée tous les cinq ans, les populations de référence des années intermédiaires étant quant à elles estimées par interpolation ou extrapolation. Pour la commune, le premier recensement exhaustif entrant dans le cadre du nouveau dispositif a été réalisé en 2007.

En 2022, la commune comptait 859 habitants, en évolution de +2,51 % par rapport à 2016 (Haut-Rhin : +0,66 %, France hors Mayotte : +2,11 %).
| 1793 | 1800 | 1806 | 1821 | 1831 | 1836 | 1841 | 1846 | 1851 |
| ---- | ---- | ---- | ---- | ---- | ---- | ---- | ---- | ---- |
| 432  | 370  | 471  | 526  | 624  | 669  | 667  | 687  | 726  |

| 1856 | 1861 | 1866 | 1871 | 1875 | 1880 | 1885 | 1890 | 1895 |
| ---- | ---- | ---- | ---- | ---- | ---- | ---- | ---- | ---- |
| 788  | 774  | 806  | 713  | 661  | 663  | 600  | 553  | 548  |

| 1900 | 1905 | 1910 | 1921 | 1926 | 1931 | 1936 | 1946 | 1954 |
| ---- | ---- | ---- | ---- | ---- | ---- | ---- | ---- | ---- |
| 538  | 500  | 514  | 492  | 457  | 448  | 477  | 416  | 427  |

| 1962 | 1968 | 1975 | 1982 | 1990 | 1999 | 2006 | 2007 | 2012 |
| ---- | ---- | ---- | ---- | ---- | ---- | ---- | ---- | ---- |
| 423  | 448  | 485  | 557  | 607  | 618  | 755  | 775  | 803  |

| 2017 | 2022 | - | - | - | - | - | - | - |
| ---- | ---- | - | - | - | - | - | - | - |
| 846  | 859  | - | - | - | - | - | - | - |

## Culture locale et patrimoine

### Lieux et monuments

#### Église catholique Saint-Jacques
L'ancienne église du XIIIe siècle possédait des carrelages en terre cuite conservées aujourd'hui au musée Unterlinden à Colmar. Le bâtiment actuel, reconstruit en 1851  dans le style des églises fortifiées sur l'ancien emplacement, regroupait jusqu'en 1920 les paroisses de Baltzenheim et de Kunheim et aussi celui de Sponneck en pays de Bade. Pendant la Seconde Guerre mondiale, l'église est endommagée à deux reprises, d'abord en 1940 puis à nouveau lors de la libération du village en 1945. La restauration de l'église sera entreprise en 1951. Au cours des années écoulées, l'édifice intérieur connaitra plusieurs travaux d'embellissement.

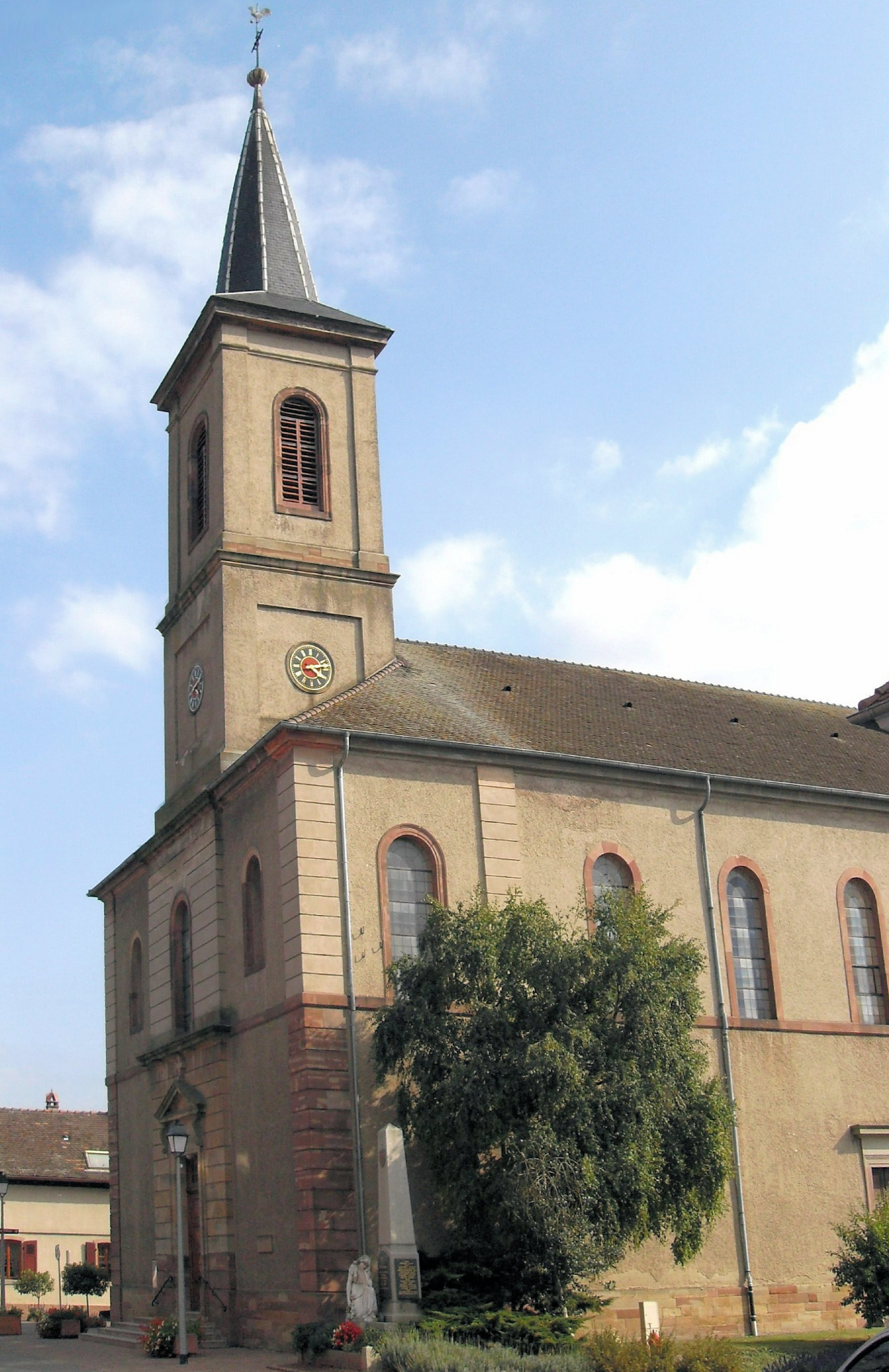
L'église Saint-Jacques.
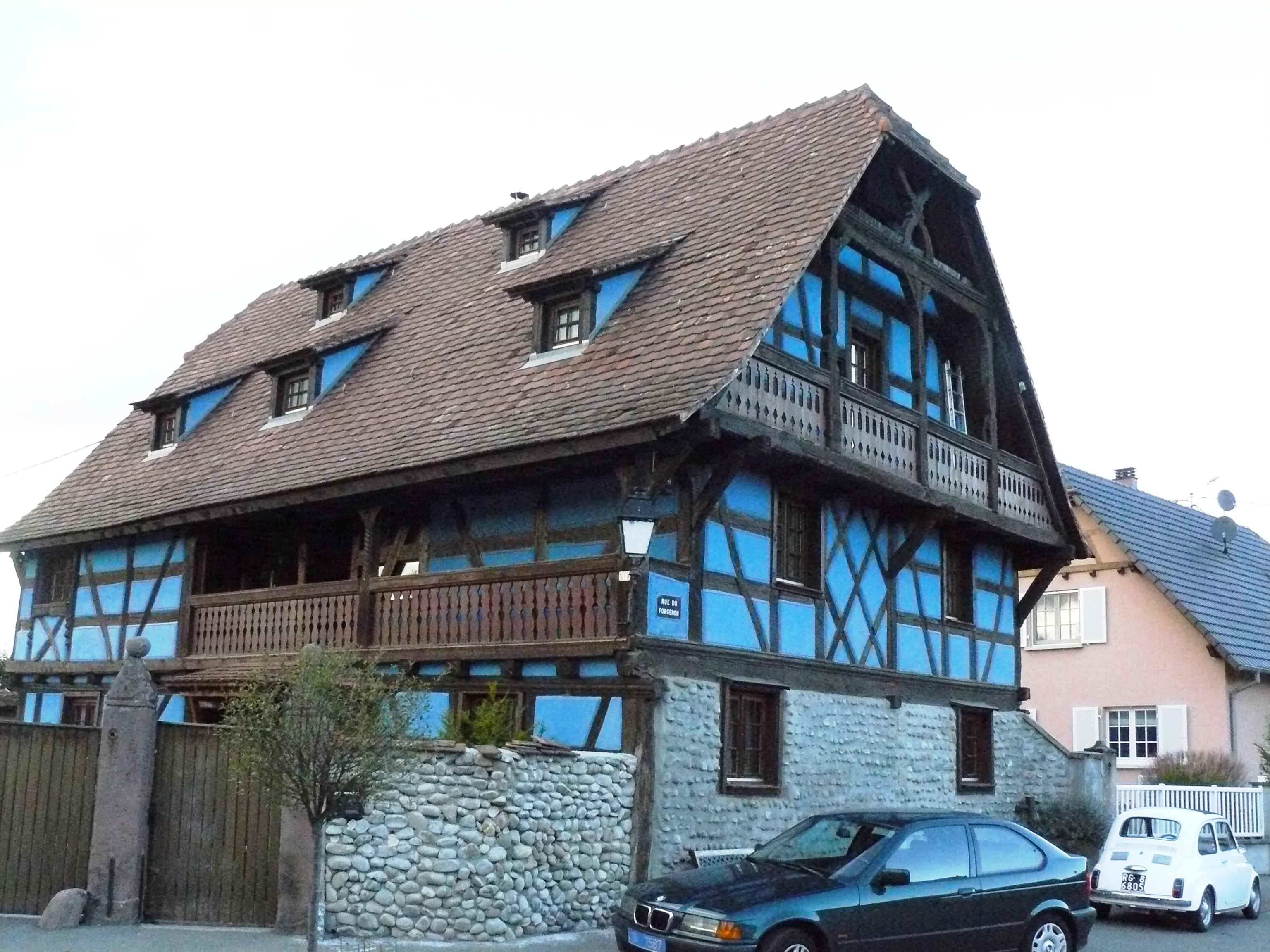
Maison en pan de bois de 1668.
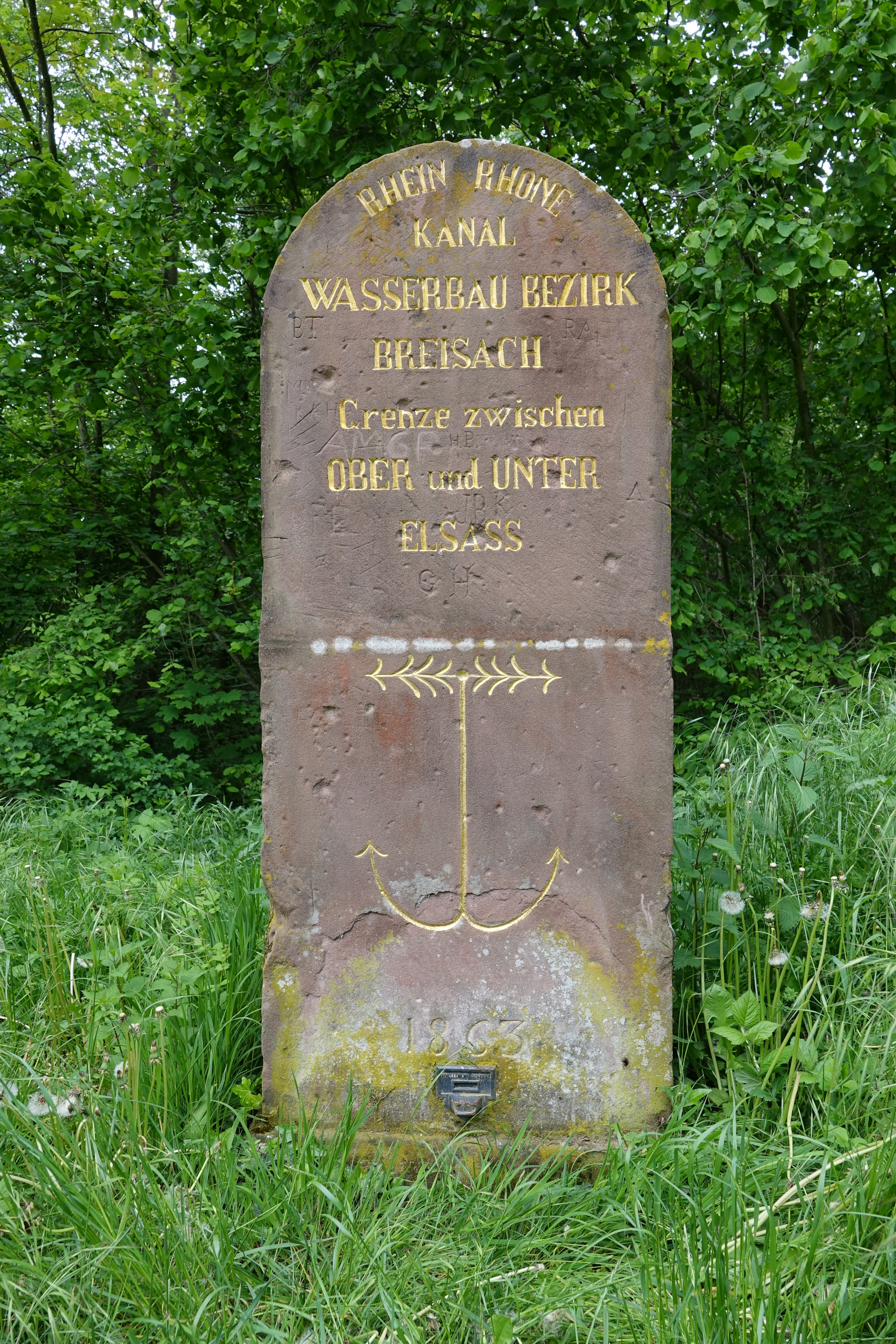
Borne frontière entre le Bas-Rhin et le Haut-Rhin (France).

### Héraldique
| Blason d'Artzenheim | Les armes d'Artzenheim se blasonnent ainsi : De gueules à la coquille d'argent. |